# Aruba Networks
Aruba Networks, früher bekannt als Aruba Wireless Networks, ist eine in Santa Clara, Kalifornien, ansässige Tochtergesellschaft für Sicherheits- und Netzwerktechnologien des Unternehmens Hewlett Packard Enterprise.
Das Unternehmen wurde 2002 von Keerti Melkote und Pankaj Manglik in Sunnyvale, Kalifornien, gegründet. Am 2. März 2015 kündigte Hewlett-Packard an, Aruba Networks für etwa 3 Mrd. US-Dollar in bar zu übernehmen.  Am 19. Mai 2015 schloss Hewlett-Packard die Übernahme ab. Seit dem 1. November 2015 ist das Unternehmen eine Tochtergesellschaft des Unternehmens Hewlett Packard Enterprise und konzentriert sich weiterhin auf die Vernetzung von Standorten und Niederlassungen. 2018 hatte Aruba einen Umsatz von 2,9 Milliarden US-Dollar.
Die Firma verkauft Netzwerktechnologie zum Aufbau und Betrieb von WLAN-Netzen inklusive den dahinterliegenden kabel- und gerätegebundenen Netzwerktechnologien (Switches, Router, Controller etc.), wobei hier nur im B2B direkt vertrieben wird.